# 300
هذا المقال عن سنة 300 إذا كنت تبحث عن فيلم 300 انظر 300 (فيلم)؛ أو انظر [وضح من هو المقصود ؟].
سنة 300 م (بالأرقام الرومانية: CCC) كانت سنة كبيسة تبدأ يوم الإثنين (الرابط يظهر نموذج الجدول الزمني الكامل للسنة) من التقويم اليولياني. بدأت تسمية السنة ب300 منذ العصور الوسطى المبكرة، عندما أصبح تقويم أنو دوميني هو الأسلوب السائد في أوروبا لتسمية السنوات.

## مواليد
- بازل القديس
- فيلغريوس

## دول تأسست في 300
- سلالة تشولا